# Natalie Elphicke
Natalie Cecilia Elphicke (née Ross ; en novembre 1970) est une femme politique du Parti travailliste anglais et une avocate des finances. En 2019, elle est élue députée du parti conservateur pour Douvres, succédant à son mari Charlie, elle fait défection et rejoint le parti travailliste le 8 mai 2024.
Elle est spécialisée dans le financement du logement et l'élaboration de politiques conservatrices. Elle rédige un rapport en 2010 Housing People; Financement du logement pour le think-tank conservateur Policy Exchange. Elle est active au sein du Parti conservateur, à la tête du Conservative Policy Forum lors de son lancement en 2011. Elle est la directrice générale du Housing and Finance Institute un organisme privé créé par la coalition Cameron – Clegg à la suite d'une note qu'elle a écrit avec Keith House.

## Jeunesse et carrière
Elle grandit dans un logement social à Stevenage et étudie le droit à l'Université de Kent. Elle travaille pour Stephenson Harwood devant associée dans leur pratique bancaire. Elle part en 2013 pour fonder Million Homes, Million Lives, avec Calum Mercer, ancien directeur financier de Circle Housing,. Cependant, cette société est dissoute en 2014.

## Le rapport Elphicke-House
Ce rapport est annoncé dans la déclaration d'automne 2013. Plus de 400 organisations à travers le pays ont été auditionnées. Intitulé Du fournisseur statutaire au facilitateur de la fourniture de logements: examen du rôle des autorités locales dans l'offre de logements, il est publié le 27 janvier 2015.
En janvier 2017, elle lance un projet pilote pour faciliter la fourniture d'infrastructures telles que l'eau, l'électricité, le gaz, le haut débit et les routes dans les propositions de développement de logements. À la suite d'un rapport initial attendu fin janvier, le programme devait se poursuivre jusqu'en mai 2017, des rapports étant soumis aux députés Gavin Barwell, ministre d'État au Logement et à l'Aménagement du territoire et Stephen Hammond, député, président du Groupe parlementaire multipartite. sur les infrastructures.

## Politique
Elle est mariée à Charlie Elphicke, l'ancien député de Douvres membre du Parti conservateur. Elle s'est présentée avec succès à ce siège aux élections générales de 2019 après que son mari ait démissionné à la suite d'accusations d'agression sexuelle pour lesquelles il est condamné à deux ans de prison.
Elle reçoit un OBE aux honneurs de l'anniversaire de la reine 2015 pour ses services au logement.
Le 8 mai 2024 elle annonce quitter le parti conservateur et rejoindre le parti travailliste. Elle siège sur les bancs travaillistes le jour-même.